# كواك شوت (لعبة فيديو)
كواك شوت (بالإنجليزية؛QuackShot) (باليابانية:アイ ラブ ドナルドダック グルジア王の秘宝) ، هي لعبة آركيد ومغامرات، أنتج اللعبة بتاريخ 19 ديسمبر 1991 من قبل شركة والت ديزني وسيجا ميجا درايف ، وبطل هذه القصة هو دونالد داك ، وتتوفر باللغة الإنجليزية حسب جهاز كمبيوتر سيجا في دول العالم، وتتوفر باللغة اليابانية حسب جهاز كمبيوتر ميجا درايف باليابان فقط، وتعد هذه اللعبة هي الأقوى لجهاز سيجا .

## مراحل اللعبة
تتكون اللعبة من خمس مناطق في العالم وهي :
- القارة القطبية الجنوبية.
- الصحراء المكسيكية والهرم.
- الأهرام في مصر.
- قصر الأشباح في شرق أوروبا.
- الهند.

## تشويق اللعبة
في أحد مراحل اللعبة تجد بطوط في مواقف متعددة، ومنها المنطقة المظلمة في الهرم المصري، وكيفية الحصول على المفتاح ومواجهة زعماء الأشرار وغير ذلك.

## وصلات خارجية
- كواك شوت في موقع ويكي للألعاب الإلكترونية
- QuackShot starring Donald Duck على موبي غيمز